# Loek van Wely
Loek van Wely (Heesch, 7 ottobre 1972) è uno scacchista e politico olandese, Grande maestro, commissario tecnico della nazionale italiana e otto volte campione olandese.
Tra i primi cento del ranking mondiale dal 2000 al 2018, è entrato da ottobre 2001 a gennaio 2002 nella top 10. Ha partecipato per i Paesi Bassi a nove olimpiadi degli scacchi dal 1992 al 2008, quattro volte in 1ª scacchiera, ottenendo il 60,6% dei punti.

## Biografia
Ottiene il titolo di Grande Maestro nel 1993, diventando uno dei migliori scacchisti olandesi.
Nel marzo 2019 è stato eletto nella Eerste Kamer, la camera alta dei Paesi Bassi, nelle file del partito Forum per la Democrazia, nel gennaio 2021 è passato al nuovo partito JA21.
Il 13 febbraio del 2021 viene nominato dalla Federazione Scacchistica Italiana commissario tecnico della squadra assoluta, sostituendo il collega Artur Kogan.

## Carriera scacchistica
Dal 2000 al 2005 vince sei volte di fila il campionato olandese, si ripeterà ancora nel 2014 e nel 2017. Nel 1999 vince il Rubinstein Memorial, mentre nel 2000 arriverà secondo, dietro Alexei Shirov. Tra il 2001 e il 2005 vince due volte con la sua nazionale il Campionato europeo a squadre, prima a Leòn e poi a Göteborg.

### Altri risultati
- 1992 : 1º nel World Open di Filadelfia
- 1995 : 1º nel New York Open
- 2002 : 1º ad Amsterdam con 7,5/8

## Statistiche
A ottobre 2001 raggiunge suo punteggio record di Elo: 2.714 punti, che gli permette di raggiungere la decima posizione al mondo e il primo posto tra i giocatori olandesi.